# Perivi Katjavivi
Perivi John Katjavivi (* 22. Januar 1984 in Oxford) ist ein britisch-namibischer Filmemacher und Autor. Sein Werk befasst sich mit der Vergangenheit Namibias und dessen postkolonialer Identität. Sein Film Under the Hanging Tree ist der erste namibische Film, der bei den Oscar-Verleihungen (für die Verleihung 2024) eingereicht wurde.

## Leben
Katjavivi wuchs in Windhoek als Sohn des Politikers Peter Katjavivi auf. Sein Leben war stets von der Geschichte des deutschen Kolonialismus und dessen Einfluss auf sein Land und seine Familie umgeben. Die Erzählungen über den Völkermord an den Herero und Nama, einschließlich der Geschichte seiner Ur-Ur-Großmutter, die diesen überlebte, prägten seine Kindheit und Jugend. Perivi zog es zur Filmkunst, und er verfolgte diese Leidenschaft zunächst am Columbia College in Los Angeles, wo er seinen Bachelor of Arts in Film erwarb. Sein Studium führte ihn weiter zur Universität Kapstadt, an der er einen Master in Afrikanischem Kino machte. Er verfolgte ein Promotionsstudium im Fach Visuelle Geschichte an der Universität des Westkaps, wo er sich mit kolonialen Erinnerungsorten und deren Einfluss auf das tägliche Leben in Namibia beschäftigte.

## Werk
Katjavivis Filmschaffen zeichnet sich durch eine Auseinandersetzung mit der namibischen Identität und Geschichte aus. Seine Filme, die oft als neuartiges Kino beschrieben werden, brechen mit traditionellen westlichen Erzählformen und präsentieren eine Sprache, die sich sowohl der Vergangenheit als auch der Gegenwart widmet. Seine Arbeiten sind von einem langsamen Erzähltempo und Motiven der Herero-Mythologie geprägt, die er in seine Geschichten einwebt.
Sein Spielfilmdebüt The Unseen, welches auf dem Pan African Film Festival in Los Angeles Premiere feierte und später beim Innsbruck International Film Festival als bester Film ausgezeichnet wurde, erkundet neue Wege des afrikanischen Kinos, indem er sich von traditionellen westlichen Modellen löst.
Sein Film Under the Hanging Tree, der Namibias erste Einreichung für die Oscars war, behandelt die Nachwirkungen des deutschen Kolonialismus in Namibia durch die Augen einer schwarzen Polizistin, die auf einer deutschen Farm ermittelt.